# Chene de Wet
Chene de Wet (ur. ?) – namibijska lekkoatletka, tyczkarka.

## Rekordy życiowe
- Skok o tyczce – 2,30 (2013) rekord Namibii[1][2]